# حناجر (روستا)
 حناجر  به عربی ( الَحناجِر  )، روستایی است در دهستان بنو الَمَکرَم از توابع استان استان صَنعاء در کشور یمن در شبه جزیره عربستان.

## جمعیت
جمعیت آن (۹۰) نفر (۹ خانوار) می‌باشد.